# Al-Hamadhani (cràter)

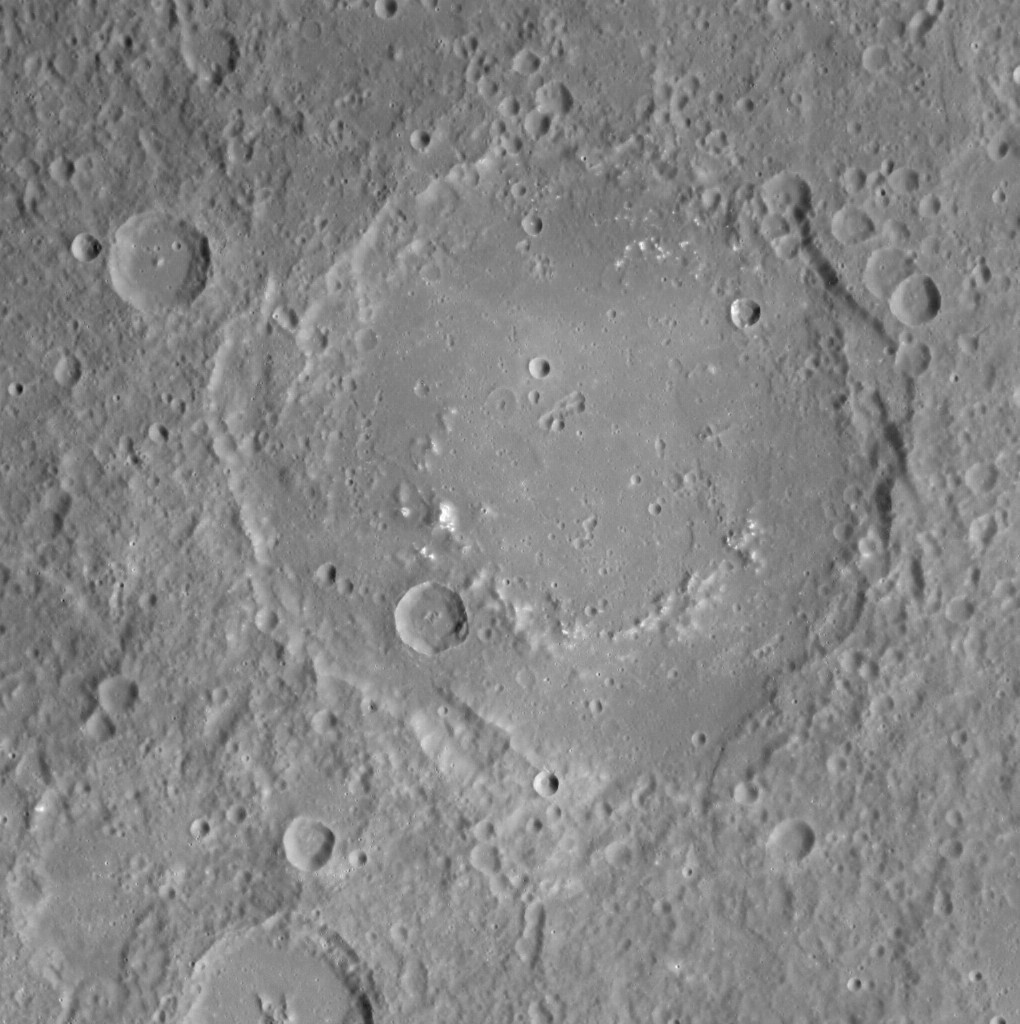
Fotografia del cràter Al-Hamadhani des de la sonda Messenger.

Al-Hamadhani és un cràter d'impacte de 164 km de diàmetre de Mercuri. Porta el nom de l'escriptor àrab Al-Hamadhaní (967-1007), i el seu nom va ser aprovat per la Unió Astronòmica Internacional el 1979.